# Gnote
 (mai 2011).
Si vous disposez d'ouvrages ou d'articles de référence ou si vous connaissez des sites web de qualité traitant du thème abordé ici, merci de compléter l'article en donnant les références utiles à sa vérifiabilité et en les liant à la section « Notes et références ».
Gnote est un logiciel libre de prise de notes tournant sous GNU/Linux. Il s'agit d'un port de Tomboy écrit en C++.